# Bohoričica

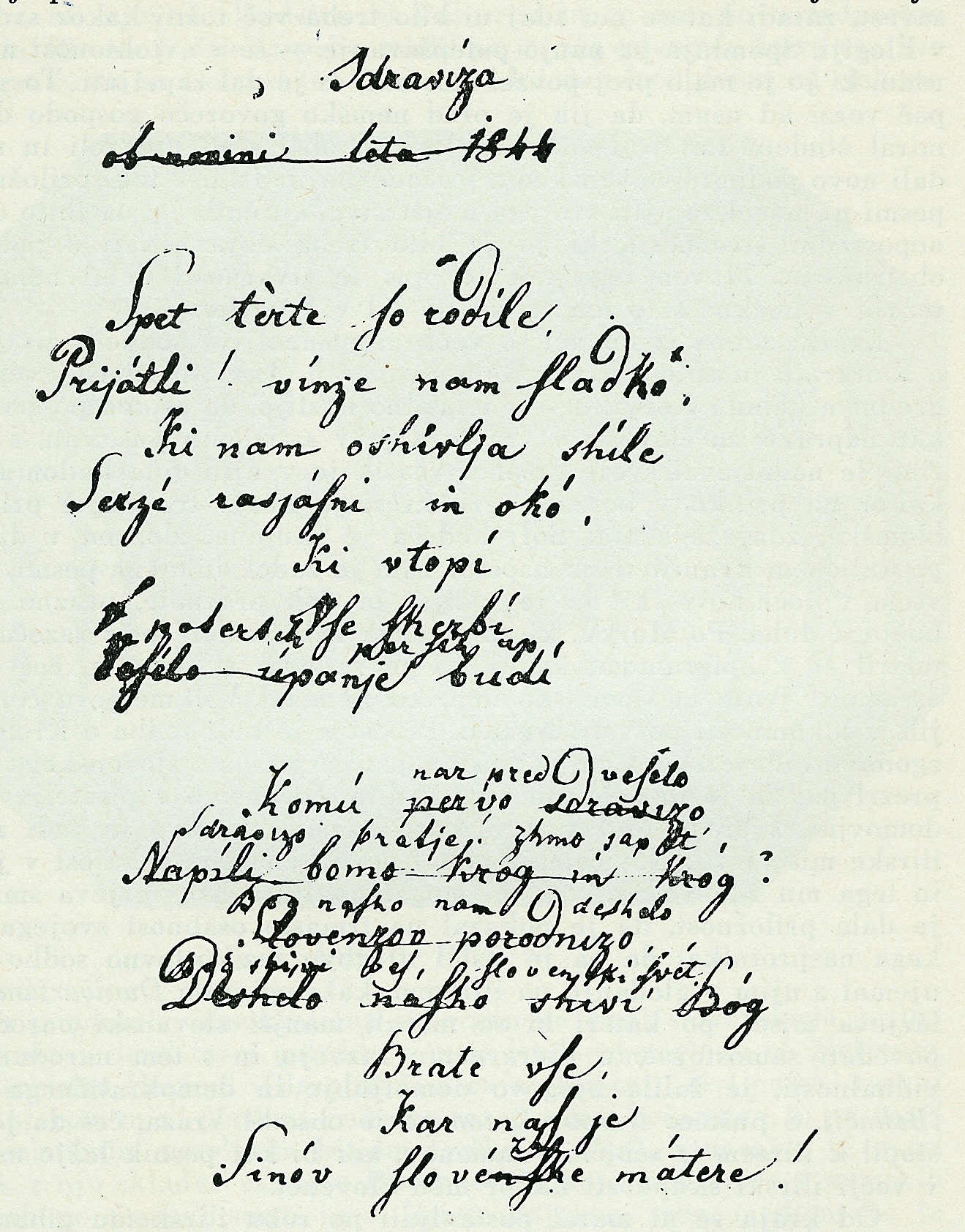
Hymn Słowenii - rękopis France Prešerna w bohoričy

Bohoríčica – słoweński alfabet, którego w czasie reformacji po raz pierwszy użył słoweński protestant Primož Trubar, autor pierwszych drukowanych słoweńskich książek pt. Abecednik i Katekizem. Nazwa alfabetu pochodzi od Adama Bohoriča, który w książce Arcticae horulae (Zimowe godziny) jako pierwszy ustalił zasady ortograficzne dla tej pisowni. W użyciu była od połowy XVI do połowy XIX wieku, kiedy zastąpiono ją (po nieudanych próbach z dajnčicą i metelčicą) gajicą.
Trubar podczas pisania nie był konsekwentny i tę samą głoskę (a także to samo słowo) zapisywał na różne sposoby. Szczególnie wiele różnic stosował przy głosce s - zapisywał ją jako s, ſ, ss, ſs i ß.
Bohorič sformułował bardziej rygorystyczne zasady ortograficzne, które od dzisiejszej słoweńskiej ortografii różnią się szczególnie pisownią głosek syczących i szumiących:
| Wielka litera | Mała litera | Wymowa |
| ------------- | ----------- | ------ |
| Z             | z           | c      |
| ZH            | zh          | č      |
| S             | ſ           | s      |
| SH            | ſh          | š      |
| S             | s           | z      |
| SH            | sh          | ž      |

Kilka uwag:
- W odróżnieniu od dzisiejszego języka słoweńskiego, Bohorič wymagał zapisywania półsamogłoski za pomocą litery e, np.: pervi, vert, itd. (zamiast prvi, vrt,...).
- Bohorič wprowadził także zapisywanie apostrofu przy przyimkach, które składają się tylko z jednej litery, np.: k'meni, v'shepu, itd.
- W tabeli widzimy, że niektóre litery w bohoričicy różnią się tylko, jeśli są zapisywane jako małe litery - przykładowo S ſ  i S s. Taka sama zasada działała również dla i i j (wielka litera w obu przypadkach zapisywana jest jako I), a także dla u i v (wielka litera - V). Taki zwyczaj pisania był w tamtym okresie częstym zjawiskiem również gdzie indziej w Europie. Później pojawiło się w bohoričicy rozróżnienie wielkich liter: I-J, U-V in S-Ş (litera S oznaczała głoskę z, literia Ş tradycyjne s)
- Później, niektórzy autorzy stosowali także literę Ę ę do oznaczenia wąskiego e

Bohoričica odniosła w swoim czasie sukces. Dzięki niej Słoweńcy byli w stanie szybko i bez większego trudu nauczyć się czytać i pisać. Jedyny problemem były słowa, gdzie głoska sycząca występowała w związku z głoską h, np.: izhod, shod, razhuditi se, itd. Z powodu tego problemu później zastąpiono bohoričicę gajicą.
W czasie powstawania pierwszych komputerów, twórcy nie znali jeszcze liter č, š, ž, pojawił się wśród Słoweńców pomysł powrotu do bohoričicy. W jej nowym wariancie głoski szumiące zapisywane byłyby jako ch, sh, zh. Za nową bohoričicą opowiedziała się (na przykład) grupa autorów, która tworzy czasopismo „SRP”. Jednak nowa bohoričica nie weszła w życie z dwóch powodów: 
- nie wiadomo jak czytać słowa takie jak: shema: jako s-hema (= obraz nagrobny) czy jako šema (= głupia osoba)
- wraz z rozwojem techniki pojawiły się komputery, na których można napisać litery č, š, ž.